# Lumpa Church
Lumpa Church is een religieuze beweging die ontstond in Zambia in de jaren 50. De naam Lumpa betekent: "beter dan alle anderen" in de Bemba-taal.
De groep begon met de idealen van Alice Mulenga Mubisha, die zichzelf omdoopte tot Alice Lenshina, oftewel "Alice de Koningin." De groep wordt beschouwd als een "uitroeiingsbeweging" in de Afrikaanse religie. Men bestreed polygamie en hekserij. Daarentegen benadrukte men de doop en schreef men lofzangen die pasten bij de taal van het volk.
Vanaf 1958 verwierp de organisatie elk wereldlijk gezag. Er werden eigen rechtbanken geopend en de groep weigerde belasting te betalen en zich in te schrijven bij de overheid. Dit leidde kort na het onafhankelijk worden van Zambia tot een confrontatie met de overheid. Bij deze gewelddadige confrontatie kwamen ongeveer 700 leden van de organisatie om en werd Alice Lenshina gearresteerd. Alice werd in 1975 vrijgelaten, maar werd twee jaar later weer opgesloten, omdat ze probeerde de beweging nieuw leven in te blazen.
De katholieke lekenbeweging Legioen van Maria nam een aantal lofzangen van de Lumpa Church over en bekeerde op die manier een deel van haar voormalige leden. Over de Lumpa Church zelf wordt wel gezegd dat deze nog voortleeft in een verkleinde en ondergrondse vorm.